# Przedwczesne pokwitanie
Przedwczesne pokwitanie (łac. pubertas praecox) – inaczej szybsze dojrzewanie płciowe; przedwczesne pokwitanie dzieli się na GnRH-zależne i GnRH-niezależne, w zależności od obecności pulsów stężenia gonadoliberyny (GnRH) we krwi.

## Rozpoznanie

### U chłopców
- powiększenie jąder lub pojawienie się owłosienia łonowego i pod pachami przed 10. rokiem życia, duży popęd seksualny

### U dziewcząt
- powiększenie sutków lub pojawienie się owłosienia łonowego przed 8. rokiem życia
- miesiączka przed ukończeniem 10. roku życia

## Przyczyny
Spowodowane jest głównie braniem leków hormonalnych, ale także np. wadami wrodzonymi układu dokrewnego lub guzami jajników czy nadnerczy, a także niedoczynnością tarczycy.